# دون برادلي
دون برادلي (بالإنجليزية: Don Bradley)‏ (11 سبتمبر 1924 في المملكة المتحدة - 26 يونيو 1997) هو لاعب كرة قدم بريطاني (وحمل سابقاً جنسية المملكة المتحدة لبريطانيا العظمى وأيرلندا) في مركز الدفاع. لعب مع وست بروميتش ألبيون ونادي مانسفيلد تاون.